# Хинкулов, Леонид Фёдорович
Леонид Фёдорович Хинкулов (19 декабря 1911 года (1 января 1912), Киев — 25 октября 1986, там же), советский и украинский литературовед, критик, переводчик, краевед Киева. Доктор филологических наук, профессор. Член Союза писателей СССР с 1944. Знаток жизни и творчества Максима Горького, Тараса Шевченко, исследователь биографий литераторов разных эпох.

## Биография
Родился в семье инженера.
Известно, что в 1928 году Хинкулов переписывался с Максимом Горьким.
В 1933 году окончил литературный факультет Киевского университета.
Работал в редакциях периодических изданий, был преподавателем литературы и языка.
Публиковал литературно-критические и публицистические статьи, а также поэтические переводы (с русского, эстонского и других языков).
В конце 40-х годов был одним из идеологов литературного процесса на Украине, периодически критиковал своих коллег-писателей за отклонения от «партийной линии». Тем не менее, и сам Хинкулов в 1949 году стал жертвой обвинений в «космополитичных» тенденциях (статья «Космополітичний лазутчик» в «Литературной газете» от 31 марта).
В 1961 году защитил кандидатскую диссертацию на тему «Горький и Украина». В 1963 году стал доктором филологических наук, но тема диссертации была другой — «Тарас Шевченко (проблемы изучения жизни и творчества)».
Большой интерес у Хинкулова вызывали жизнь и работа различных писателей в Киеве, он занимался установлением адресов в столице Украины, где они жили и работали. (Среди таких писателей и поэтов, помимо Горького, также Анна Ахматова, Михаил Булгаков, Александр Блок, Владимир Маяковский, Александр Куприн). Крайне ценными являются оставленные Хинкуловым сведения о жизни в Киеве писателя Константина Паустовского, с которым он общался лично и узнал некоторые факты непосредственно от него.
Скончался в октябре 1986 года незадолго до 75-летия. Похоронен на Байковом кладбище Киева.

## Книги и труды
- Тарас Шевченко. — Москва: Мол. гвардия, 1957 (серия «Жизнь замечательных людей», книга переиздавалась в 1960, 1966).
- Тарас Шевченко: биография. — Москва: Гос. изд-во художественной литературы, 1960.
- Франко. — Москва: Мол. гвардия, 1961. (серия «Жизнь замечательных людей»).
- Літературні зустрічі: Розповіді про письменників у Києві (Литературные встречи: Рассказы о писателях в Киеве). — К.: Рад. письменник, 1980.
- Письменник жив у Києві: Літературно-критичні розповіді. — К.: Дніпро, 1982.
- Золотые ворота Киева: Новое о русских писателях в Киеве. Очерки. — К.: Рад. письменник, 1988.